# GNOME Software
GNOME Software o Software es una tienda en línea y una interfaz gráfica para el sistema de gestión de paquetes, utiliza el servicio PackageKit como complemento para obtener información de los paquetes disponibles. Es compatible con RPM y DEB. Permite buscar, instalar, actualizar o remover aplicaciones del sistema operativo.
El programa se utiliza para agregar y administrar repositorios, así como archivos de paquetes personales de Ubuntu (PPA). Ubuntu reemplazó su anterior programa Ubuntu Software Center con GNOME Software comenzando con Ubuntu 16.04 LTS , renombrado como "Ubuntu Software". También es compatible con fwupd para reparar el firmware del sistema.